# ラファエウ・カマーチョ
ラファエル・エウクリデス・ソアレス・カマーショ（ポルトガル語: Rafael Euclides Soares Camacho, 2000年5月22日 - ）は、ポルトガル ・リスボン出身、アリス・テッサロニキ所属のサッカー選手。ポジションはウィングや攻撃的MFからサイドバックまで広くこなすことができる。アンゴラ系のポルトガル人である。

## 経歴
スポルティングCPのユースで育ち、マンチェスター・シティを経て2016年にリヴァプールへ入団。
2018年4月のマージーサイド・ダービーの際に初のベンチ入りを果たすが、出場はなかった。その後2018-19シーズンのプレシーズンマッチには数試合出場。公式戦が始まった後も数試合ベンチ入りするものの出場はない状態が続いていたが、2019年1月7日に行われたFAカップ3回戦のウォルバーハンプトン・ワンダラーズ戦で右サイドバックとして先発出場し、ファーストチームデビューを果たす。
2週間後にはプレミアリーグ第23節クリスタル・パレス戦で右サイドバックを務めていたジェイムズ・ミルナーが退場処分を受けたため後半45分に交代出場し、リーグでもデビューを果たした。
2019年6月27日、スポルティング・クルーベ・デ・ポルトゥガルと5年契約を締結したことが発表された

## 代表歴
ポルトガル代表としてアンダー世代で活躍しているが、アンゴラ系であるため、アンゴラ代表として将来プレーする可能性も残されている。

## 個人成績

### クラブ
2021年2月2日現在
| クラブ              | シーズン | リーグ                           | リーグ | リーグ | カップ | カップ | リーグカップ | リーグカップ | 国際大会 | 国際大会 | 合計 | 合計 |
| クラブ              | シーズン | リーグ                           | 出場   | 得点   | 出場   | 得点   | 出場         | 得点         | 出場     | 得点     | 出場 | 得点 |
| ------------------- | -------- | -------------------------------- | ------ | ------ | ------ | ------ | ------------ | ------------ | -------- | -------- | ---- | ---- |
| リヴァプール        | 2018-19  | プレミアリーグ                   | 1      | 0      | 1      | 0      | 0            | 0            | 0        | 0        | 2    | 0    |
| スポルティングCP    | 2019-20  | プリメイラ・リーガ               | 19     | 0      | 0      | 0      | 3            | 1            | 4        | 0        | 26   | 1    |
| スポルティングCP    | 2020-21  | プリメイラ・リーガ               | 0      | 0      | 0      | 0      | 0            | 0            | 0        | 0        | 0    | 0    |
| スポルティングCP    | 合計     | 合計                             | 19     | 0      | 0      | 0      | 3            | 1            | 4        | 0        | 26   | 1    |
| スポルティングCP B  | 2020-21  | カンペオナート・デ・ポルトゥガル | 7      | 1      | —      | —      | —            | —            | —        | —        | 7    | 1    |
| リオ・アヴェ (loan) | 2020-21  | プリメイラ・リーガ               | 0      | 0      | —      | —      | —            | —            | —        | —        | 0    | 0    |
| 通算                | 通算     | 通算                             | 27     | 1      | 1      | 0      | 3            | 1            | 4        | 0        | 35   | 2    |